# Shillong
Shillong är huvudstad i den indiska delstaten Meghalaya. Folkmängden uppgick till cirka 140 000 invånare vid folkräkningen 2011. Storstadsområdet beräknades ha cirka 440 000 invånare 2018. Staden, belägen 1 496 m ö.h. i ett område man kallade "österns Skottland" på grund av likheterna med skotska högländerna, användes av britterna som en hill station (en tillflyktsort för västerlänningar, med svalare förhållanden än den lägre belägna omgivningen) under kolonial tid.
Stadens namn kommer av namnet på en gudom. Staden var sommarhuvudstad i Östbengalen och Assam under många år. Shillong blev, delvis tack vare det relativt sett svalare klimatet, 1874 högkvarter i Assam då detta område blev en brittisk Chief Commissioner's Province samma år. Staden förblev huvudstad i (det dittills odelade) Assam fram till det att den nya delstaten Meghalaya bildades den 21 januari 1972, då Shillong istället blev huvudstad i Meghalaya och Assams nya huvudstad blev Dispur.
Staden har växt snabbt under senare år och hade som brittisk hill station 1872 bara 1 300 invånare.